# Lý Trần Quán
Lý Trần Quán (1735-1786) là một viên quan của nhà Lê trung hưng trong lịch sử Việt Nam.

## Cuộc đời
Lý Trần Quán (李陳瑻) quê làng Vân Canh, huyện Hoài Đức (trước 2008 thuộc tỉnh Hà Tây, nay là thành phố Hà Nội).
Lý Trần Quán nguyên họ Đặng, là con trai của Tiến sĩ Đặng Trần Diễm, do là con cầu tự nơi đền Chèm (nơi thờ Lý Ông Trọng) nên lấy họ là Lý Trần.Tra ngược xa hơn nữa, Lý Trần Quán là con cháu họ Đặng Trần và là hậu duệ của nhà Trần.
Năm Cảnh Hưng thứ 27 (1766), ông đỗ tiến sĩ thời Lê Hiển Tông.
Sau khi đỗ tiến sĩ, Lý Trần Quán từng giữ các chức quan từ Thiêm sai Lại phiên, Hiến sát sứ Hải Dương, Đốc đồng Cao Bằng, Hiệp trấn Sơn Tây, Đông các Đại học sĩ, Quốc tử giám Tư nghiệp. thiêm sai tri Binh phiên. Có tiếng là hiếu thảo trung nghĩa.
Năm 1786, Nguyễn Huệ - khi này là Long Nhương tướng quân kéo quân ra Bắc với danh nghĩa "Phù Lê diệt Trịnh". Chúa Trịnh là Đoan Nam vương Trịnh Khải chạy về Hạ Lôi. Lý Trần Quán đón tiếp, giả bộ Trịnh Khải là quan Tham tụng Bùi Huy Bích. Tuy vậy, học trò của ông là Nguyễn Khang biết rõ chuyện thực và báo cho quân Tây Sơn tới bắt Trịnh Khải. Trịnh Khải tự tử trên đường đi.
Khi bị Trần Quán chỉ trích, Nguyễn Khang đáp:
"Sợ thầy không bằng sợ giặc, yêu chúa không bằng yêu mình."
Tự xét thấy mình không bảo vệ được chúa và không biết dạy dỗ học trò, Lý Trần Quán tự tìm tới cái chết. Ông bắt chủ trọ mua cho mình một quan tài, mặc nguyên mũ áo nằm vào trong, rồi sai người đem chôn sống vào ngày 29 tháng 6 âm lịch năm 1786, hai ngày sau khi Trịnh Khải chết.
Lý Trần Quán được truy phong Công bộ thượng thư tước Dực Quận công, Lý Trần Quán còn được phong làm phúc thần.
Đời sau có đôi câu đối về hành trạng của ông rằng: "Khảng khái cần vương dị; Thung dung tựu nghĩa nan" (nghĩa là: Khảng khái làm việc cần vương thì dễ, ung dung làm trọn đại nghĩa thì khó).
Ông còn hai người em trai là Tiến sĩ Lý Trần Dự và Tiến sĩ Lý Trần Thản